# Liberi (Tiromancino)
Liberi è un singolo del gruppo musicale italiano Tiromancino, il primo estratto dal decimo album in studio Indagine su un sentimento e pubblicato il 10 gennaio 2014.

## Video musicale
Il videoclip è stato pubblicato e diffuso lo stesso 10 gennaio.

## Successo commerciale
Il brano raggiunge come posizione massima la numero 20 della classifica dei singoli più venduti e a fine 2014 si aggiudica un disco d'oro per aver venduto più di 15 000 copie.

## Classifiche
| Classifica (2014)         | Posizione massima |
| ------------------------- | ----------------- |
| Italia                    | 20                |
| Italia (airplay)          | 2                 |
| Italia (airplay italiane) | 1                 |